# Scelidacantha triseriata
Scelidacantha triseriata är en fjärilsart som beskrevs av Alpheus Spring Packard 1874. Scelidacantha triseriata ingår i släktet Scelidacantha och familjen mätare. Inga underarter finns listade.